# Lessertia mossii
Lessertia mossii là một loài thực vật có hoa trong họ Đậu. Loài này được R.G.N.Young miêu tả khoa học đầu tiên.